# 包座战斗
包座战斗，是1935年8月底中国工农红军长征走出草地后，歼灭堵路的中央军胡宗南部的一场战斗。

## 战前
1935年7月底，中央军胡宗南部主力在松潘地区完成集结，薛岳部也正向胡宗南部靠拢。红军丧失了消灭胡宗南部、夺取松潘战机。中共中央、中央军委决定放弃松潘战役计划，改经草地北上。1935年8月3日，红军总司令部拟制《夏（河）洮（河）战役计划》，决定红军攻占阿坝，迅速北进夏河、洮河流域，形成在甘南发展之势。计划规定：
- 在卓克基以南的第5、第9、第31、第32军、第33军为左路军，由朱德、张国焘、刘伯承的红军总司令部率领，经草地到阿坝，再到班佑与右路军会合；
- 在毛儿盖地区的第1、第3、第4、第30军，军委纵队的大部及新成立的红军大学等为右路军，由徐向前、陈昌浩的前敌总指挥部率领，经草地到班佑。张闻天、毛泽东、周恩来等中共中央领导人随右路军行动。 
  - 红三十军军长程世才、政委李先念、参谋长彭绍辉

## 作战经过
1935年8月下旬，右路军到达班佑、巴西地区。中央军胡宗南部第49师从松潘北上向包座方向急进，企图与驻守若尔盖的川军一部配合，堵截红军北上。前敌总指挥部于1935年8月29日命令红三十军第88师第264团、红四军第10师，分别向大戒寺和求吉寺之胡部补充旅第2团第3营、补充旅第2团（欠第3营）发起攻击。大戒寺守军退据大戒寺后山碉堡顽抗待援。8月30日，胡宗南第49师(师长伍诚仁)向大戒寺增援，红军第264团撤至大戒寺以北。8月31日，胡部第49师的3个团（第289团、第291团、第294团）由大戒寺沿包座河两岸北进时，红三十军（欠第90师）发起总攻，一举歼灭包座守敌及援敌第49师约5000人。缴获长短枪1500余支、轻机枪50余挺以及大批补给。师长伍诚仁被俘。红十师师长王友钧在进攻求吉寺的时候，被击中头部，当场牺牲。
吕黎平随部队到被歼敌军搜查，发现有一套甘肃1比10万地形图和一些零散的地图。这套甘肃大比例尺地图，成为中央红军随后北进陕北的主要用图。

## 战后结果与影响
包座战斗扫清了北上的障碍，打开了向甘南进军的门户。